# 10089 Turgot
10089 Turgot este o planetă minoră (asteroid), cu un diametru de 4,031 km, din centura de asteroizi. A fost descoperită pe 22 septembrie 1990 la Observatorul European Austral de Eric Walter Elst și a fost numită după Anne Robert Jacques Turgot. 
Obiectul prezintă o orbită caracterizată de o semiaxă mare de 2,3788659 UAi, o excentricitate de 0,2, o înclinație de 3,32318 ° în raport cu ecliptica.